# Carling
 Carling  es una población y comuna francesa, en la región de Lorena, departamento de Mosela, en el distrito de Forbach y cantón de Saint-Avold-2.

## Demografía
| 2567 | 2783 | 2593 | 3422 | 3709 | 3736 |
| Para los censos de 1962 a 1999 la población legal corresponde a la población sin duplicidades (Fuente: INSEE [Consultar]) |      |      |      |      |      |